# Lithí
Lithí (Lithi) är en ort i Grekland.   Den ligger i prefekturen Chios och regionen Nordegeiska öarna, i den östra delen av landet, 200 km öster om huvudstaden Aten. Lithí ligger 125 meter över havet och antalet invånare är 397. Den ligger på ön Chios.
Terrängen runt Lithí är huvudsakligen kuperad, men västerut är den platt. Havet är nära Lithí åt nordväst. Runt Lithí är det ganska tätbefolkat, med 52 invånare per kvadratkilometer. Närmaste större samhälle är Chios, 12,5 km öster om Lithí. 